# Wayne Gretzkys rekord

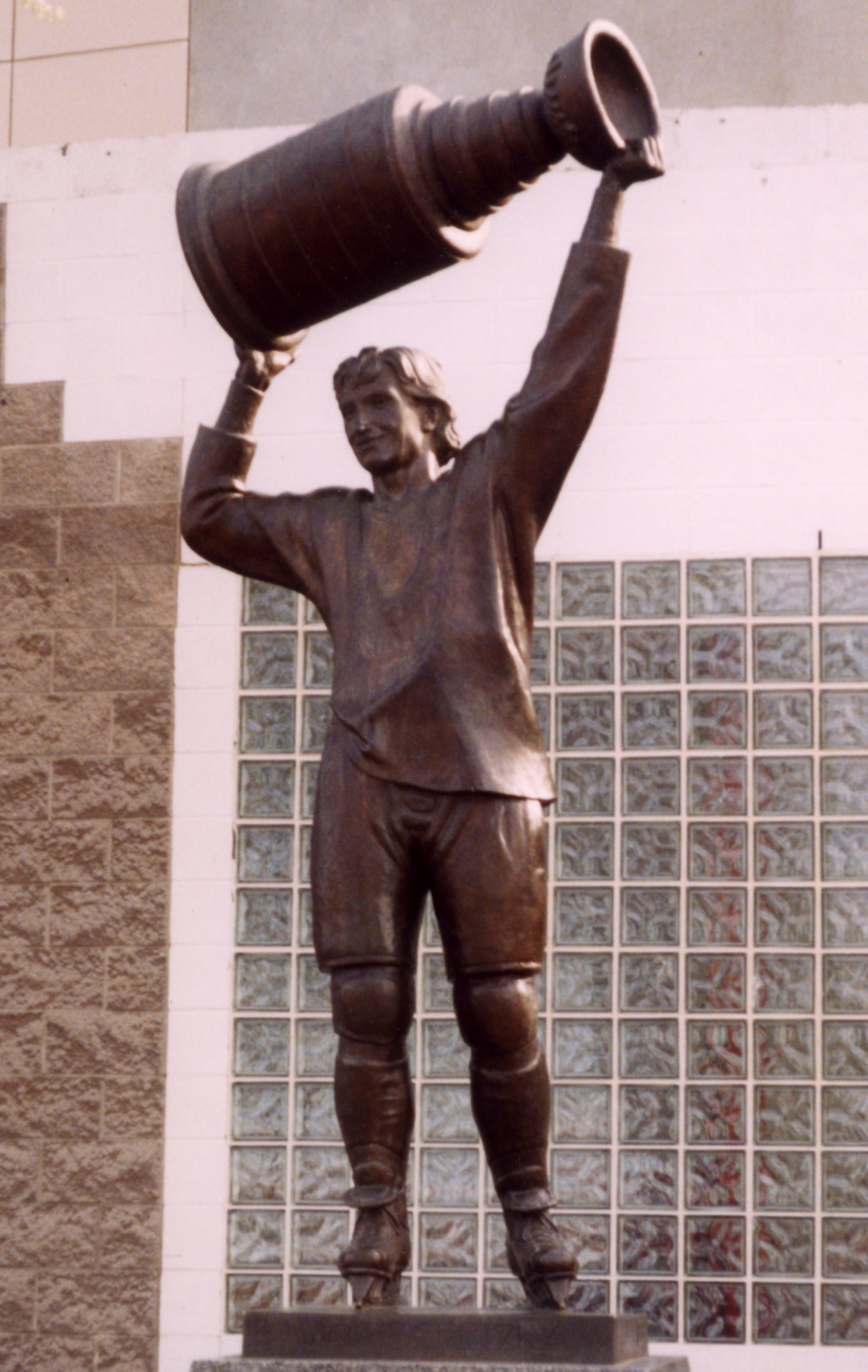
Gretzkys staty vid Rexall Place, Edmonton

När Wayne Gretzky drog sig tillbaka från ishockeyn den 18 april 1999 innehade han 61 NHL-rekord (40 grundserierekord, 15 slutspelsrekord och 6 NHL All Star Game-rekord). Till dags dato (2025-04-07) har fyra av hans rekord blivit slagna och han har tagit ett till vilket gör att han idag innehar 58 officiella rekord.

## Officiella rekord
Följande officiella NHL-rekord innehade Wayne Gretzky när han lade av med ishockeyn:

### Grundserierekord (39)
1. Flest mål inklusive slutspelsmål: 1016 på 1487 grundseriematcher och 208 slutspelsmatcher
2. Flest mål under en säsong: 92, 1981/1982. (80 matcher i grundserien)
3. Flest mål under en säsong inklusive slutspelsmål: 100, 1983/1984. 87 mål på 74 grundseriematcher och 13 mål på 19 slutspelsmatcher
4. Flest mål på de 50 första matcherna under en säsong: 61 två gånger, 1981/82. (7 oktober 1981 till 22 januari 1982, 80 matcher i grundserien) och 1983/84 (5 oktober 1983 till 25 januari 1984, 80 matcher i grundserien).
5. Flest mål i en period: 4 den 18 februari 1981 (Gretzky delar rekordet med 10 andra spelare)
6. Flest assist: 1963
7. Flest assist inklusive slutspel: 2223
8. Flest assist under en säsong: 163 1985/1986, (80 matcher i grundserien)
9. Flest assist under en säsong inklusive slutspel: 174, 1985/86 (163 assist på 80 grundseriematcher och 11 assist på 10 slutspelsmatcher)
10. Flest assist under en match: 7 stycken vid tre tillfällen 15 februari 1980, 11 december 1985 och 14 februari 1986. (Gretzky delar rekordet med Billy Taylor)
11. Flest assist under en bortamatch: 7 den 11 december 1985 (rekordet är delat med Billy Taylor)
12. Flest poäng: 2857 på 1485 matcher (894 mål och 1963 assist)
13. Flest poäng inklusive slutspel: 3239 på 1485 grundseriematcher och 208 slutspelsmatcher (1016 mål och 2223 assist)
14. Flest poäng under en säsong: 215 (52 mål och 163 assist) 1985/86 (80 matcher i grundserien).
15. Flest poäng under en säsong inklusive slutspel: 255, 1984/1985. (208 poäng på 80 grundseriematcher och 47 poäng på 18 slutspelsmatcher).
16. Flest övertidsassist: 15
17. Flest mål av en center: 894
18. Flest mål av en center under en säsong: 92 1981/82, 80 (80 matcher i grundserien).
19. Flest assist av en center: 1963
20. Flest assist av en center under en säsong: 163 1985/86, (80 matcher i grundserien).
21. Flest poäng av en center: 2857
22. Flest poäng av en center på en säsong: 215 1985/1986. (80 matcher i grundserien)
23. Flest assist i en match av en spelare under sin första NHL-säsong: 7 den 15 februari 1980
24. Högsta mål/match-snitt under en säsong: 1,18 1983/84. 87 mål på 74 matcher
25. Högsta assist/match-snitt under karriären (minst 300 spelade matcher): 1,321. 1963 assist på 1485 matcher.
26. Högsta assist/match-snitt under en säsong: 2,04 1985/1986. 163 assist på 80 matcher
27. Högsta poäng/match-snitt under en säsong (spelare som gjort minst 50 poäng): 2,77 1983/1984. 205 poäng på 74 matcher
28. Flest säsonger med 40 eller fler mål: 12 på 20 säsonger
29. Flest säsonger med 40 eller fler mål i rad: 12 från 1979/1980 till 1990/1991
30. Flest säsonger med 50 eller fler mål: 9 (rekordet delas med Mike Bossy)
31. Flest säsonger med 60 eller fler mål: 5 (rekordet delas med Mike Bossy)
32. Flest säsonger med 60 eller fler mål i rad: 4 från 1981/82 till 1984/1985
33. Flest säsonger med 100 eller fler poäng: 15
34. Flest säsonger med 100 eller fler poäng i rad: 13 från 1979/1980 till 1991/1992
35. Flest matcher med fler än tre mål under karriären: 50 (37 med hat trick, 9 med 4 mål och fyra med fem mål)
36. Flest hat tricks (tre mål i en match) på en säsong: 10 (två gånger) 1981/1982 och 1983/1984
37. Flest matcher i rad med assist: 23 matcher 1990/1991 (totalt 48 assist)
38. Flest matcher i rad med poäng: 51 matcher 1983/1984 (5 oktober 1983 till den 28 januari 1984) totalt 153 poäng (61 mål och 92 assist)
39. Flest matcher i rad med poäng med start i säsongens första match: 51 matcher 1983-1984 (5 oktober 1983 till den 28 januari 1984) totalt 153 poäng (61 mål och 92 assist)

### Slutspelsrekord (15)
1. Flest slutspelsmål: 122
2. Flest slutspelsassist: 260
3. Flest assist under ett slutspel: 31 1988 (19 matcher)
4. Flest assist under ett slutspelsmöte (4-7-matcher, finalerna borträknade): 14 (delat med Rick Middleton) 1985 års konferensfinal (sex matcher mot Chicago Blackhawks)
5. Flest assist under ett finalmöte: 10 1988 (fyra matcher plus avblåst match. Boston Bruins var motståndare)
6. Flest assist i en slutspelsmatch: 6 (delat med Mikko Leinonen) den 9 april 1987
7. Flest assist under en slutspelsperiod: 3 vid fem tillfällen. Detta rekord har noterats vid 70 tillfällen
8. Flest slutspelspoäng: 382
9. Flest poäng under ett slutspel: 47 1985 (17 mål och 30 assist på 18 matcher)
10. Flest poäng i ett finalmöte: 13 1988 (3 mål och 10 assist) på fyra matcher plus en avblåst match (tre mål) mot Boston Bruins
11. Flest poäng i en slutspelsperiod: 4 (delat med nio andra spelare)
12. Flest mål i boxplay under ett slutspel: 3 stycken 1983 (delat med fem andra spelare)
13. Flest mål i boxplay under en match: 2 den 6 april 1983 (delat med åtta andra spelare)
14. Flest matchvinnande mål: 24
15. Flest matcher med tre eller fler mål: 10 (8 hat ticks och 2 matcher med 4 mål).

### NHL All Star Game-rekord (6)
1. Flest mål i NHL All Star Game: 13 på 18 matcher
2. Flest mål i en NHL All Star Game: 4 (delat med tre spelare) 1983 Campbell Conference
3. Flest mål i en period av en NHL All Star Game: 4 1983 Campbell Conference, tredje perioden
4. Flest assist i NHL All Star Game: 12 (delat med fyra spelare)
5. Flest poäng i NHL All Star Game: 25 (13 mål och 12 assist på 18 matcher)
6. Flest poäng i en period av en NHL All Star Game: 4 (4 mål) 1983 Campbell Conference tredje perioden (delat med Mike Gartner och Adam Oates)

## Gretzkys rekord idag
Sedan Gretzky lade av har tre av hans rekord blivit slagna och han har tagit ett nytt rekord vilket gör att han innehar 59 officiella NHL-rekord
- Tre spelare har slagit Gretzkys rekord på 15 övertidsassist: Nicklas Lidström (16), Adam Oates (17) och Mark Messier (18).
- Ray Bourque (13) och Mark Messier (14) har slagit Gretzkys rekord (12) över antalet assist i NHL All Star Game.
- När Gretzky lade av hade han ett poäng/match-snitt på 1,921 vilket var näst bäst efter Mario Lemieux (som också lagt av). Lemieux gjorde emellertid comeback mellan 2000 och 2006 varefter hans snitt sjönk till 1,883 och Gretzky tog över rekordet.
- Dany Heatley var knappt 22 år när han gjorde ett hat trick i 2003 års NHL All Star Game, Gretzky var knappt 23 när han gjorde det 1982

## Inofficiella rekord
Utöver de många officiella rekord Gretzky innehar håller han också ett stort antal "inofficiella" rekord. Dessa rekord listas inte i "NHL Official Guide and Record Book", några av dem följer här:
- Yngste spelare att göra 50 mål under en NHL-säsong: 19 år och 2 månader
- Flest poäng av en spelare under sin första NHL-säsong: 137. Eftersom Gretzky spelat professionell ishockey i WHA räknades han officiellt inte som rookie under sin första NHL-säsong och det officiella rekordet innehas av Teemu Selänne med 132 poäng.
- Flest assist av en spelare under sin första NHL-säsong: 86. Detta rekord innehas officiellt av Peter Stastny och Joe Juneau på 70 assist. Notera att rekordboken ger Gretzky officiella rekord både för flest assist och flest poäng i en match av en spelare under sin första NHL-säsong men han får inte samma rekord för hela säsongen.
- Flest säsonger med 200 eller fler poäng: 4. Det finns ett officiellt rekord för flest 100-poängssäsonger (vilket Gretzky innehar) men inte ett för flest 200-poängssäsonger (möjligtvis eftersom Gretzky är den enda att uppnå 200 poäng under en säsong).
- Flest säsonger med 200 eller fler poäng i rad: 3
- Flest säsonger med 70 eller fler mål: 4. Det finns ett officiellt rekord för flest säsonger med 60 eller fler mål men inget för 70. Detta är lite märkligt eftersom ett flertal spelare gjort 70 eller fler mål under en säsong (däribland Brett Hull som lyckats med det tre gånger).
- Flest säsonger med 70 eller fler mål i rad: 4
- Flest säsonger med 80 eller fler mål: 2
- Flest säsonger med 90 eller fler mål: 1 (Gretzky är, precis som med 200-poängssäsonger, den enda spelare som lyckats med detta)
- Snabbast till 50 mål på en säsong: 50 mål på 39 matcher. Det är förvånansvärt att detta rekord inte listas som officiellt eftersom det ofta nämns som det av Gretzkys rekord som är svårast att slå. Det finns ett officiellt rekord för flest mål på 50 matcher men inget för snabbast till 50 mål.
- Snabbast till 100 poäng: 34 matcher säsonger 1983/1984
- Flest säsonger med ett snitt på mer än två poäng per match: 10 (Mario Lemieux lyckades med det sex gånger)
- Flest säsonger med 100 eller fler assist: 11
- Flest säsonger i rad med 100 eller fler assist: 11
- Flest assist totalt under grundserien i NHL och WHA: 2027
- Flest poäng totalt under grundserien i NHL och WHA: 2967
- Flest mål totalt under grundserien och slutspelet i NHL och WHA: 1072 (ett mer än Gordie Howe)
- Flest assist totalt under grundserien och slutspel i NHL och WHA: 2297
- Flest poäng totalt under grundserien och slutspel i NHL och WHA: 3369
- Flest Hart Trophys (som NHL:s mest värdefulla spelare): 9
- Flest Art Ross Trophys (som NHL:s poängkung): 10
- Störst segermarginal i NHL:s poängliga under en säsong: 79, 1983/1984
- Flest säsonger som sitt lags poängkung: 19
- Flest officiella NHL-rekord: 61 när han lade av, 59 idag

Detta var bara några av hans inofficiella rekord. Inga av hans milstolpar finns listade som rekord. Bland dessa finns bland annat:
- Snabbast till 200 mål totalt i NHL: 242 matcher
- Snabbast till 500 mål totalt i NHL: 575 matcher
- Snabbast till 600 mål totalt i NHL: 718 matcher (en match mindre än Mario Lemieux)
- Snabbast till 700 mål totalt i NHL: 886 matcher
- Snabbast till 1000 poäng totalt i NHL: 424 matcher